# Richard Hawkins
Richard Hawkins (ur. ok. 1562, zm. 17 kwietnia 1622 w Londynie) – angielski korsarz, pirat i odkrywca, jedyny syn żeglarza Johna Hawkinsa.

## Życiorys
Pierwszą dalekomorską wyprawę odbył wraz ze stryjem do Indii Zachodnich w 1582 roku. W 1588 roku dowodził okrętem brytyjskim walczącym z Wielką Armadą, w 1590 roku służył w wyprawie ojca do wybrzeży Portugalii. 
W 1593 roku nabył "Dainty", okręt pierwotnie przeznaczony dla jego ojca, i popłynął nim do Indii Zachodnich oraz kontrolowanych przez Hiszpanię terenów na kontynencie amerykańskim. Po odwiedzeniu – jak twierdził sam żeglarz – w celach badawczych wybrzeża Brazylii, "Dainty" przepłynął przez cieśninę Magellana i dopłynął do Valparaíso.
Po splądrowaniu miasta skierował się na północ. W czerwcu 1594 roku, rok po opuszczeniu Plymouth, jego okręt został zaatakowany przez dwie jednostki hiszpańskie. W sytuacji, kiedy część jego załogi została już wybita, zaś "Dainty" zaczął tonąć, poddał się pod warunkiem zapewnienia bezpiecznego powrotu jego i jego załogi do kraju.
Obietnica ta nie została dotrzymana; w 1597 roku Hawkins został wysłany do Hiszpanii, gdzie był więziony w Sewilli i Madrycie. Po wypuszczeniu z więzienia w 1602 roku i powrocie do Anglii otrzymał tytuł szlachecki Sir. 
W 1604 roku został członkiem Parlamentu. Zmarł 17 kwietnia 1622 w Londynie.